# 大久保満寿子

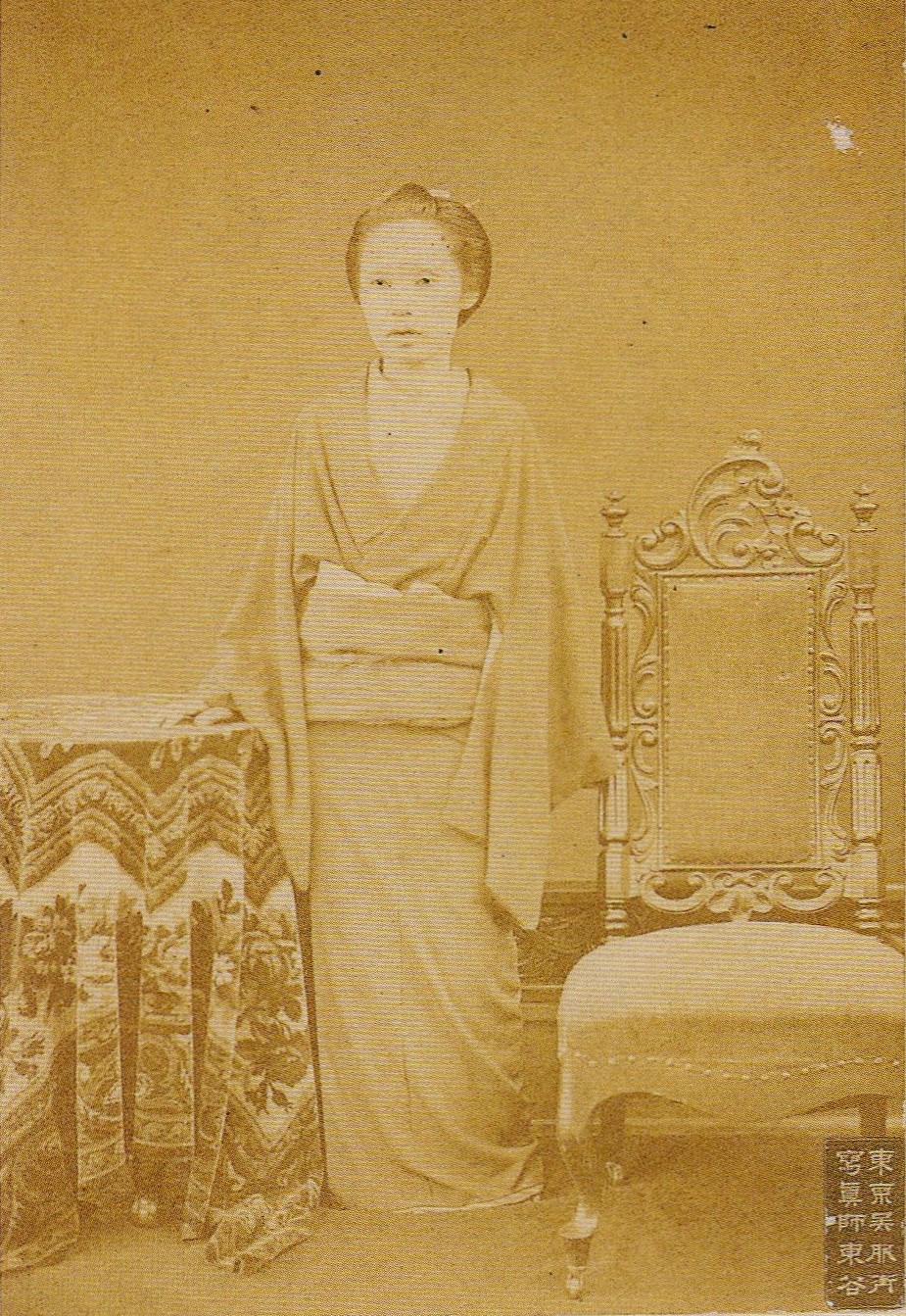
大久保満寿子 1873年（明治6年）

大久保 満寿子（おおくぼ ますこ、天保11年（1840年） - 明治11年（1878年）12月7日）は、維新の三傑の一人・大久保利通の妻。名前はます、増子、益子とも。本人の手紙には舛の字を使っている。

## 系譜
薩摩藩士・早崎七郎右衛門の次女。七郎右衛門は、長期にわたり大坂蔵屋敷の留守居役をつとめた。弟は早崎七郎（海軍少佐）、早崎源吾（海軍少将）。子は利和、牧野伸顕、利武、石原雄熊、芳子（伊集院彦吉夫人）。

## 略伝
安政4年（1857年）暮れ、利通が27歳の時に結婚。利通が藩主の側近として京都や鹿児島を行き来する間、満寿は鹿児島で家を守った。
明治維新後も鹿児島で暮らしていたが、盟友であった西郷隆盛との対立が表面化して以降、大久保家の立場は厳しくなり、明治7年（1874年）に上京し、利通と暮らすようになる。
明治11年（1878年）5月、利通が紀尾井坂の変で暗殺される。満寿は体調を崩して病床につき、半年後の12月に死去した。『明治天皇記』では12月6日に死去し、9日の葬儀に宮中から勅使が差し遣わされたとする。死亡日は17日とする年譜もある。
夫・利通と共に青山墓地に葬られた。

## 夫婦関係
東京に出てきてわずか4年で亡くなったため、残された記録は少ないが、後年、曾孫の利泰が世田谷の自宅で唯一残る満寿子の手紙を発見した。利通が京都で幕府打倒の密謀に奔走している頃、薩摩での日常の細々とした報告の手紙であった。利通からは息子2人の米国留学を心配する妻をなだめる手紙や、欧米視察の際、旅先から妻を想う歌を詠んだ手紙が残されていて、愛妻家であった事がうかがえる。利通は厨房で五目寿司を作ることもあったという。大久保家には満寿の霊代として、小さな指輪が残されている。

## 出演
テレビドラマ
- 『翔ぶが如く』（1990年、NHK大河ドラマ　演：賀来千香子）
- 『西郷どん』（2018年、 NHK大河ドラマ　演：美村里江）